# 向阳街道 (烟台市)
向阳街道，是中华人民共和国山東省烟台市芝罘区下辖的一个乡镇级行政单位。

## 行政区划
向阳街道下辖以下地区：
友谊街社区、建昌街社区、所城里社区、向阳街社区、兴隆街社区、胜利路社区、华茂社区和烟台山社区。